# NGC 6193
NGC 6193 é um aglomerado aberto na direção da constelação de Ara. O objeto foi descoberto pelo astrônomo James Dunlop em 1826, usando um telescópio refletor com abertura de 9 polegadas. Devido a sua moderada magnitude aparente (+5,2), é fracamente visível a olho nu, mesmo em regiões distantes de cidades.